# Campagnac, Aveyron

Campagnac este o comună în departamentul Aveyron din sudul Franței. În 1 ianuarie 2022 avea o populație de 437 de locuitori.